# Papua-Nova Guiné nos Jogos Olímpicos de Verão de 1984
Papua Nova Guiné competiu nos Jogos Olímpicos de Verão de 1984 em Los Angeles, Estados Unidos. O país retornou às Olimpíadas após participar do boicote aos Jogos Olímpicos de Verão de 1980.

## Resultados por Evento

### Atletismo
400 m masculino
- Lapule Tamean
  - Eliminatórias — 47.60 (→ não avançou)

5.000 m masculino
- John Tau
  - Eliminatórias — 15:24.68 (→ não avançou)

10.000 m masculino
- John Tau
  - Eliminatórias — 31:29.14 (→ não avançou)

Maratona masculina
- John Tau — 2:36:36 (→ 66º lugar)

Lançamento de dardo feminino
- Iammo Launa
  - Classificatória — não começou(→ não avançou)

Heptatlo feminino
- Iammo Launa
  - Resultado final — 5148 pontos (→ 19º lugar)